# Yoshiko Otaka
Yoshiko Otaka (Japans: 大鷹 淑子, Ōtaka Yoshiko) (Fushun, 12 februari 1920 – Tokio, 7 september 2014) was een Japanse zangeres en actrice.  Ze werd geboren in China als Yoshiko Yamaguchi (山口 淑子, Yamaguchi Yoshiko), de dochter van Japanse kolonisten in de toenmalige vazalstaat Mantsjoekwo (Mantsjoerije). Ze maakte carrière in China, Japan, Hongkong en de Verenigde Staten. In 1974 werd zij verkozen voor het Japans Parlement.
Zij kreeg een klassieke zangopleiding en debuteerde in 1938 als actrice en zangeres. Zij trad op onder het pseudoniem Li Xiang Lan (李香蘭), maar gebruikte ook haar Japanse naam. Aan deze combinatie dankte zij ook haar benoeming tot bijzondere Japans-Mantsjoerijnse ambassadrice.
Bij het chineessprekende publiek kreeg zij ruime bekendheid door de muziek voor de in Shanghai gedraaide film: „Een goede naam voor de komende generaties“ (萬世流芳). sindsdien was ze bekend als uitvoerster van "gele muziek", die oosters en westerse muziekstijlen combineert. Veel liedjes van Li Xiang Lan zijn thans "evergreens" in het Chinees taalgebied.
In de jaren-1950 startte zij onder de naam Shirley Yamaguchi een acteercarrière in Hollywood en op Broadway naast haar acteerwerk in in Hongkong geproduceerde films. In 1958 keerde zij terug naar Japan waar zij als tv-moderator en -nieuwslezeres werkte. Zij huwde met de diplomaat Hiroshi Ōtaka (大鷹 弘). In 1974 werd zij voor de Liberaaldemocratische Partij in de nationale kieskring verkozen in de Tweede kamer van het Japanse Parlement, waar zij drie legislaturen (18 jaar) bleef.
In 2014 overleed zij in Tokyo op 94-jarige leeftijd.
- Bibsys: 1602157051580
- Biblioteca Nacional de España: XX4962782
- Bibliothèque nationale de France: cb142404887 (data)
- CiNii: DA02167936
- Gemeinsame Normdatei: 142178802
- International Standard Name Identifier: 0000 0004 5303 241X
- Library of Congress Control Number: n79142668
- MusicBrainz: 44b8d3ea-bdcf-4c41-8c77-1aea20e77357
- Bibliotheek van het Japanse parlement: 00092866
- Nationale bibliotheek van Australië: 35749376
- Nationale Bibliotheek van Israël: 987007436656605171
- Nederlandse Thesaurus van Auteursnamen: 292735626
- Système universitaire de documentation: 13568076X
- Trove: 1069991
- Virtual International Authority File: 109521072
- WorldCat: E39PBJf4bwmpWQVTYPmybc6kDq